# Rákóczifalva
Rákóczifalva  este un oraș în districtul Szolnok, județul Jász-Nagykun-Szolnok, Ungaria, având o populație de 5.517 locuitori (2011). 

## Demografie
Componența etnică a orașului Rákóczifalva
     Maghiari (98,46%)
     Necunoscut (0,5%)
     Alții (1,04%)
Componența confesională a orașului Rákóczifalva
     Romano-catolici (32,54%)
     Fără religie (30,69%)
     Reformați (5,08%)
     Atei (1,2%)
     Necunoscută (29,93%)
     Alte religii (1,16%)
Conform recensământului din 2011, orașul Rákóczifalva avea 5.517 locuitori. Din punct de vedere etnic, majoritatea locuitorilor (98,46%) erau maghiari. Apartenența etnică nu este cunoscută în cazul a 0,5% din locuitori. Nu există o religie majoritară, locuitorii fiind romano-catolici (32,54%), persoane fără religie (30,69%), reformați (5,08%) și atei (1,2%). Pentru 29,93% din locuitori nu este cunoscută apartenența confesională.